# Oskar Reichel

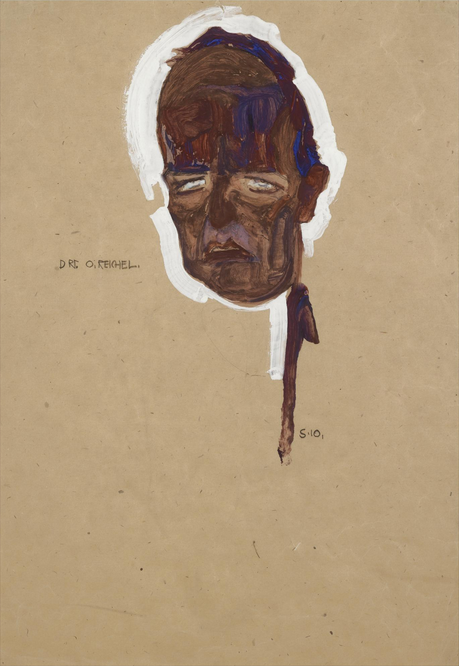
Egon Schiele: Oskar Reichel (Kopfstudie), 1910

Oskar Reichel (geboren am 21. April 1869 in Wien; gestorben am 7. Mai 1943 ebenda) war ein österreichischer Internist und „einer der zweifellos wichtigsten Sammler zeitgenössischer Kunst vor 1938“.

## Leben und Familie
Oskar Reichel absolvierte ein Studium der Medizin an der Universität Wien und eröffnete 1893 eine eigene Praxis im Haus seines Vaters in der Börsegasse 12, die er 1928 an seinen Sohn Hans weitergab. Reichel sah 1900 erstmals Werke des österreichischen Malers Anton Romako, die seine Sammelleidenschaft anregten. Er wurde wiederholt von Egon Schiele porträtiert. Ab 1912 besuchte er für mehrere Semester Vorlesungen der Kunstgeschichte, so bei Josef Strzygowski und Max Dvorák. Reichel beteiligte sich 1919 an der Firma Kunst und Wohnung, R. Lorenz Gesmbh (KUWO) in der Josefstädter Straße 21, die Hugo Gorge künstlerisch leitete. Im Jahr 1921 eröffnete Reichel seine eigene Galerie Galerie Dr. Reichel GesmbH, die mit dieser Firma verbunden war. Raimund Reichel übernahm 1937 die Geschäftsführung des Unternehmens, das dann als Kunst und Wohnung, Lorenz & Reichel firmierte und seit 1934 in der Seiler- und Plankengasse ansässig war. Es wurde nach dem „Anschluss Österreichs“ von den NS-Behörden gesperrt.
Reichel entstammte einer jüdischen Familie. Eltern waren der Wäschewarenfabrikant Leopold Reichel (1840–1908) und Regine geborene Kollinsky (1845–1923). Er heiratete 1899 Malvine Kann (1877–1951). Das Ehepaar hatte drei Söhne und bewohnte eine eigene Villa in der Chimanistraße. Max, der älteste Sohn wurde am 10. Juli 1940 in der „Euthanasie“-Anstalt Brandenburg an der Havel ermordet. Malvine Reichel wurde im Jänner 1943 nach Theresienstadt deportiert. Oskar Reichel starb am 7. Mai 1943 im Altersheim der Israelitischen Kultusgemeinde Wien.
Seine Witwe überlebte und zog 1946 nach New York zu ihrem Sohn Hans, der 1939 in die Vereinigten Staaten ausreisen konnte. Ihr Sohn Raimund ging im März 1939 über Paraguay nach Argentinien ins Exil und lebte seit Anfang der 1980er Jahre wieder in Wien, wo er 1997 starb.

## Sammlung und Restitutionen

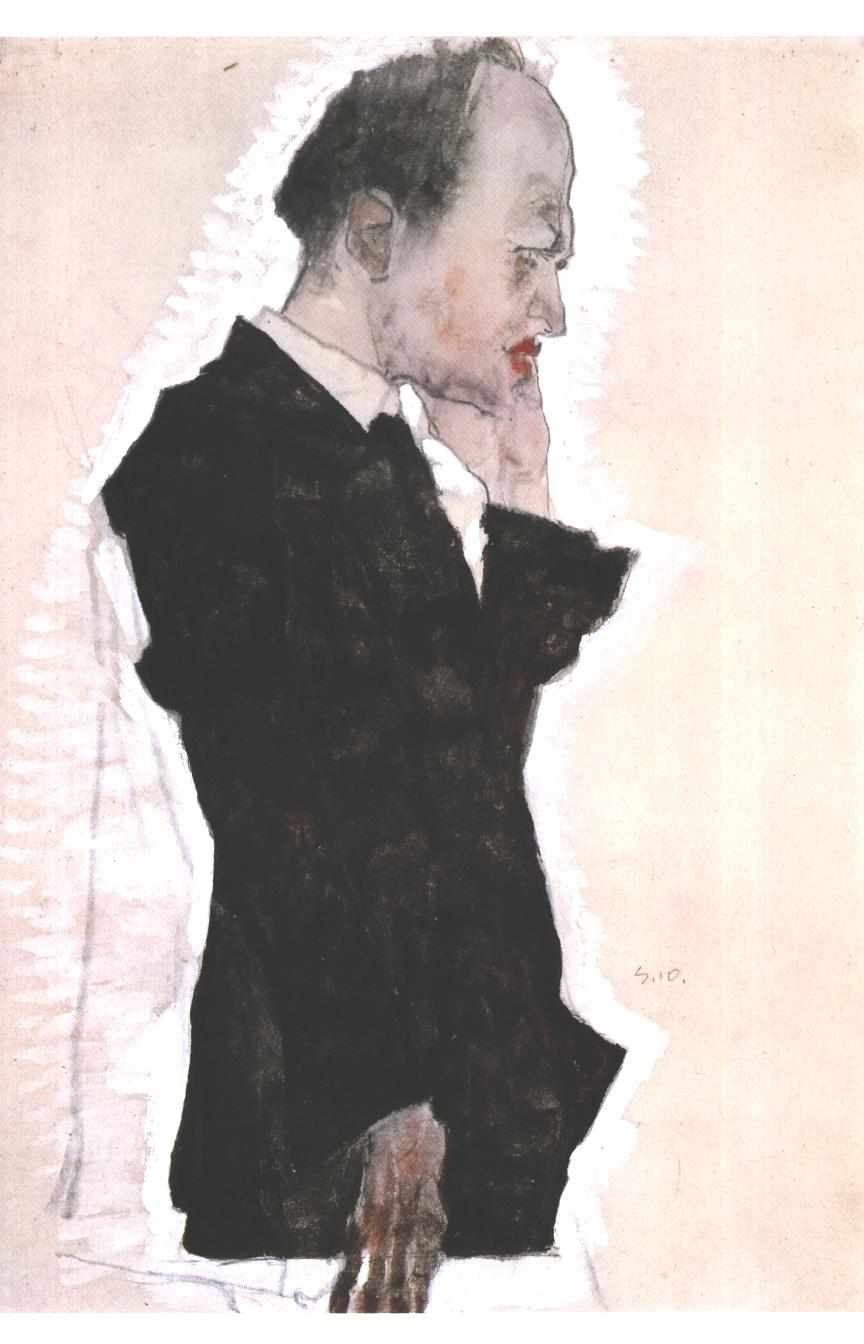
Egon Schiele: Bildnis Dr. Oskar Reichel, 1910

Reichels Sammlung zählte neben der Heinrich Riegers zu einer der wichtigsten der österreichischen Modernen Kunst. Neben den Werken Romakos sammelte er Werke junger Zeitgenossen. Die Präsentation seiner Privatsammlung von achtzig Werken in der Galerie Miethke 1913 gilt für die damalige Zeit als „durchaus ungewöhnlich“. Gezeigt wurden über vierzig Werke Romakos sowie Arbeiten von Oskar Kokoschka, Egon Schiele, Max Oppenheimer, Anton Faistauer und Albert Paris Gütersloh, vertreten waren auch Vincent van Gogh und Henri Toulouse-Lautrec. Reichel trat von 1905 bis 1937 wiederholt als Leihgeber in Erscheinung, unter anderem 1912 bei der Internationalen Kunstausstellung des Sonderbundes Westdeutscher Kunstfreunde und Künstler zu Cöln und 1921 bei der Künstlervereinigung Dresden. Über seine Freundschaft mit Arthur Roessler lernte er einige der genannten Künstler selbst kennen.
Nach dem Anschluss musste Reichel als Jude sein gesamtes Vermögen anmelden. Am Haus in der Börsegasse war er zu drei Achteln beteiligt. Seine Kunstsammlung wurde im Juni 1938 mit einem Gesamtwert von 9.318 Reichsmark bewertet. Reichel war gezwungen, große Teile seiner Sammlung zu verkaufen oder zu versteigern (Arisierung). Die Gemälde Anton Romakos wurden über den Kunsthandel, mit maßgeblicher Beteiligung von Vita Maria Künstler und Wolfgang Gurlitt sowie über Privatpersonen veräußert. Sie kamen in weiterer Folge zum Teil in österreichische Museen und Sammlungen. Gurlitt verkaufte 1953 neben vier weiteren Gemälden die Bilder „Der Zweikampf“ und „Mädchen mit Nusskorb“ (Romakos Tochter Luise) für 25.000 bzw. 41.000 Schilling an die Neue Galerie der Stadt Linz, die später zeitweise seinen Namen trug – heute das Lentos Kunstmuseum Linz.
Hans Reichel wurde 1940 die Ausfuhr von fünf Gemälden bewilligt. Seine Mutter konnte 1946 einige Stücke mitnehmen, die vermutlich von Freunden verwahrt wurden. Raimund Reichel erhob 1957 Anspruch auf über fünfzig Gemälde und Zeichnungen Romakos. Er erlebte die Restitution nach dem Kunstrückgabegesetz von 1998 nicht mehr. An die Erbin bzw. Rechtsnachfolgerin konnten 23 Werke, die sich bis März 1938 im Eigentum von Oskar Reichel befunden hatten, von den folgenden Museen und Sammlungen restituiert werden: Albertina, Lentos Kunstmuseum Linz, Leopold Museum-Privatstiftung, Oberösterreichisches Landesmuseum, Universalmuseum Joanneum sowie Wien Museum (Stand: Juni 2019). Sechs restituierte Gemälde Romakos befinden sich als Dauerleihgabe der Erbin im Lentos, das die Restitution, die verbundene Provenienzforschung und das „schwierige Erbe“ der Sammlung Gurlitts im ersten Raum der Dauerausstellung thematisiert. In den Vereinigten Staaten wurden zwei Restitutionen abgelehnt.

## Schriften
- Anton Romako. Mit Bildern und begleitenden Texten. In: Bildende Künstler. Monatsschrift für Künstler und Kunstfreunde. Heft 2/1911, Wien und Leipzig 1911. S. 51–66.

## Belege
1. 1 2 3 4 5 6 7 8  Julia Eßl: „Niemand wollte diese Bilder …“ Die Privatsammlung Dr. Oskar Reichel.
2. 1 2 3 4 5 6 7  lexikon-provenienzforschung.org: Oskar Reichel. (6. Jänner 2019; abgerufen am 20. Jänner 2023)
3. ↑  lexikon-provenienzforschung.org: Kunst und Wohnung, R. Lorenz. (30. Juni 2019; abgerufen am 20. Jänner 2023)
4. ↑  „Der Zweikampf“ 1870/71, Inventar-Nr. 81; „Mädchen mit Nusskorb“, Inventar-Nr. 103. Dauerausstellung des Lentos Kunstmuseums Linz.
5. ↑  „Restitutionen von Ankäufen der Stadt Linz aus dem Lentos.“ Dauerausstellung des Lentos Kunstmuseum Linz.

| Personendaten    | Personendaten                               |
| ---------------- | ------------------------------------------- |
| NAME             | Reichel, Oskar                              |
| KURZBESCHREIBUNG | österreichischer Internist und Kunstsammler |
| GEBURTSDATUM     | 21. April 1869                              |
| GEBURTSORT       | Wien, Österreich                            |
| STERBEDATUM      | 7. Mai 1943                                 |
| STERBEORT        | Wien, Österreich                            |